# Ultra Runner 100 Km
A Ultra Runner 100 Km é uma prova de ultramaratona realizada anualmente na cidade de Praia Grande pela Ultra Runner, empresa de assessoria esportiva e eventos.
A prova ocorre na pista de atletismo do Pólo Esportivo Leopoldo Estácio Vanderlinde, de padrão internacional e considerada uma das mais modernas do Brasil, atualmente certificada como classe 2, pela IAAF (International Association of Athletics Federations).
Existem duas disputas: a principal, de 100 km e também a disputa de 50 km, que ocorrem simultaneamente. Para cada uma dessas disputas, há premiação nas categorias Masculino, Feminino, Duplas e Quartetos.